# Soanadal
Het Soanadal (Italiaans: Val Soana) is een dal in Piëmont, Italië. Het dal ligt op de zuidelijke helling van het massief van de Gran Paradiso, ingeklemd tussen de Valle dell'Orco en de Chiusellavallei. Het is een van de Francoprovençaalse valleien van Piëmont. Een groot deel van de vallei maakt deel uit van het nationaal park Gran Paradiso.

## Geografie
De vallei splitst zich af van de Valle dell'Orco bij Pont-Canavese, een dorp onderaan de vallei, en loopt dood tegen de zuidelijke helling van het Gran Paradiso-massief, waarin meerdere van dergelijke valleien liggen. Het wordt over de hele lengte doorkruist door de rivier Soana. In de vallei liggen de Ciardoneygletsjer en verschillende kleine alpenmeren, waarvan het belangrijkste het Lago Lasin is.
Van beneden naar boven valt de vallei in drie deelvalleien uit elkaar: Vallone di Forzo, Vallone di Campiglia en Vallone di Piamprato. 

### Bergen
De belangrijkste bergen die de vallei omringen zijn:
- Punta delle Sengie - 3.408 m
- Cima di Valeille - 3.357 m
- Monveso di Forzo - 3.322 m
- Punta Lavina - 3.308 m
- Torre di Forzo - 3.250 m
- Rosa dei Banchi - 3.164 m
- Cima della Fontane - 3.066 m
- Testa della Nouva - 3.034 m
- Cima di Peradzà - 3.021 m
- Punta dell'Asgelas - 3.021 m
- Punta della Scaletta -3.018 m
- Punta Miserino - 3.004 m
- Testa dell'Arietta - 3.001 m
- Punta del Rancio - 2.995 m
- Monte Colombo - 2.848 m
- Monte Giavino - 2.766 m
- Monte Marzo - 2.756 m

### Passen
Enkele van de passen die het Soanadal met de omliggende valleien verbinden zijn:
- Colle della Rosa - 2.959 m
- Colle dell'Arietta - 2.939 m
- Colle di Bardoney - 2.833 m
- Colle Larissa - 2.584 m
- Colle Santanel - 2.464 m

## Gemeenten
De vallei bestaat uit de gemeenten Ingria, Ronco Canavese en Valprato Soana. Andere belangrijke plaatsen in het dal zijn Campiglia Soana en Piamprato.

## Toerisme

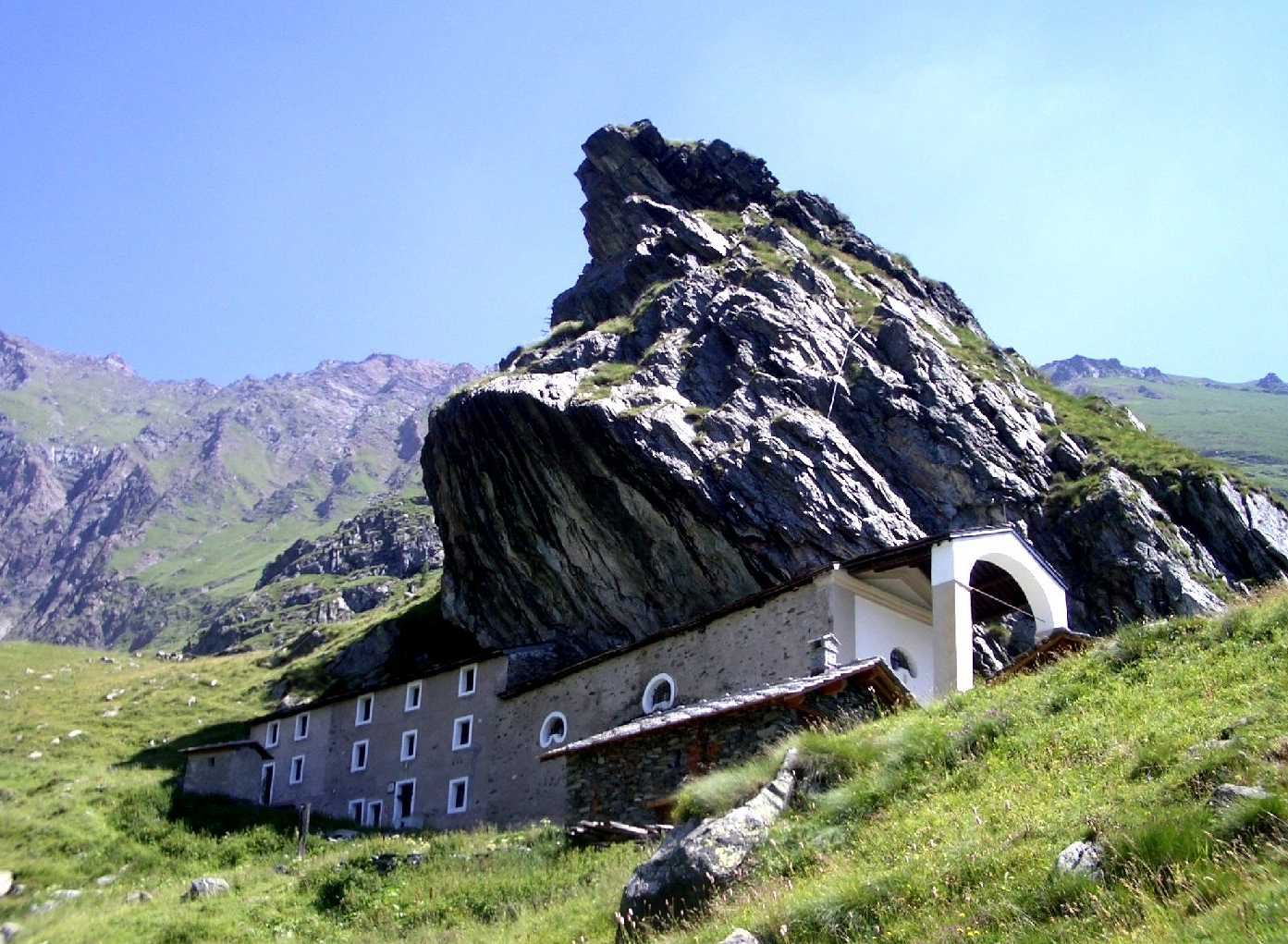
Heiligdom van San Besso

Een bijzondere locatie in het dal is het Heiligdom van San Besso gelegen op een hoogte van 2.019 meter boven Campiglia Soana, een plaats van devotie voor de mensen van het Soanadal en het Cognedal. Andere plaatsen voor verering in de vallei zijn: het Heiligdom van Iornea, het Heiligdom van Beirano en de Kerk van Santa Libera.
Om bergwandelingen en het beklimmen van toppen makkelijker te maken, zijn er in de vallei een aantal berghutten en bivaks: Rifugio Bausano (2.019 m), Bivacco Pier Mario Davito (2.360 m) en Bivacco Gino Revelli (2.610 m).